# Caught in the Game
Caught in the Game è il quarto album dei Survivor, uscito nel 1983. Il disco non riuscì a replicare il successo del precedente Eye of the Tiger, ma anzi si rivelò un flop di vendite, l'album infatti, nonostante lo stile dell'album non si distacchi molto dalle sonorità del precedente successo, vendette ancora meno del primo Survivor. Il singolo omonimo riuscì a posizionarsi solo al 73º posto nella Billboard Hot 100, e il successivo singolo I Never Stopped Loving You fu quello nella carriera della band che vendette meno di tutti, posizionandosi 104º. Come se ciò non bastasse alla fine del 1983 al cantante Dave Bickler furono trovati i polpi alle corde vocali, motivo per cui aveva problemi nel cantare e dovette lasciare la band. Guest star che parteciparono all'incisione di quest'album furono Richard Page dei Mr. Mister, e Kevin Cronin dei REO Speedwagon che si occuparono delle seconde voci.

## Tracce
1. Caught in the Game
2. Jackie Don't Go
3. I Never Stopped Loving You
4. It Doesn't Have to Be This Way
5. Ready for the Real Thing
6. Half-Life
7. What Do You Really Think?
8. Slander
9. Santa Ana Winds

## Formazione
- Dave Bickler - voce
- Frankie Sullivan - chitarra
- Jim Peterik - chitarra e piano
- Daryl Dragon - piano
- Stephan Ellis - basso
- Marc Droubay - batteria
- Richard Page - seconde voci
- Kevin Cronin - seconde voci